# Љукмајор
Љукмајор (шп. Lluchmayor) град је у Шпанији у аутономној заједници Балеарска Острва. Према процени из 2017. у граду је живело 35 057 становника.

## Становништво
Према процени, у граду је 2017. живело 35 057 становника.
| 2017.  |
| ------ |
| 35.057 |